# Bitwa pod Sainte-Foy
Bitwa pod Sainte-Foy (zwana także Bitwą pod Quebekiem) – starcie zbrojne, które miało miejsce 28 kwietnia 1760 roku podczas wojny o kolonie, będącej północnoamerykańskim frontem wojny siedmioletniej. Francuskie wojska de Lévisa odniosły zwycięstwo nad brytyjską armią Jamesa Murraya.
Po cofaniu się z Quebecu po katastrofie na Równinie Abrahama 13 września 1759 roku francuska armia odnawiała siły w Montrealu pod dowództwem generała Lévisa. Tymczasem armia brytyjska, pozostawiona w Quebecu po odpłynięciu floty w końcu października 1759 cierpiała z powodu głodu, szkorbutu i zamieszkiwania w mieście w znacznym stopniu zniszczonym podczas oblężenia.
W kwietniu 1760 roku de Lévis powrócił do Quebecu z 7-tysięczną armią, włączając w to kanadyjską milicję i sprzymierzonych Indian. Miał on nadzieję oblegać Quebec i zmusić go do poddania się, po przybyciu z Francji floty wiozącej oczekiwane posiłki. Murray uważał, iż jego armia jest zbyt mała aby bronić się w wałach Quebecu, które nie zostały naprawione od czasu upadku miasta. Dlatego wyruszył on w pole wraz z 3 800 ludźmi (wszystkimi jakich mógł zabrać) oraz 20 działami. Zajął on te same pozycje, co Montcalm 13 września 1759 roku. Zamiast oczekiwania na francuski atak, postanowił on nacierać pierwszy.
Początkowo atak brytyjski rozwijał się pomyślnie, jednak ruch do przodu zasłonił pole ostrzału dla brytyjskiej artylerii, podczas gdy piechota ugrzęzła w błocie i zaspach śnieżnych. Ostatecznie, ponieważ więcej francuskich żołnierzy włączyło się do walki, udało im się obejść brytyjskie skrzydła, zmuszający Brytyjczyków do odwrotu do Quebecu pozostawiając działa, które Lévis skierował na miasto.
Brytyjczycy stracili ponad 1 100 ludzi, zaś Francuzi ponad 800 – co czyni tę bitwę najkrwawszą bitwą tej wojny.
Lévis mimo zwycięstwa, nie zdołał odbić Quebecu. Brytyjski garnizon opierał się słabemu oblężeniu, dopóki nie przybyły drogą morską posiłki. Francuska flota nigdy nie przybyła, morskie nadzieje Francji rozbiły się pod Quiberon poprzedniej jesieni. Ostatecznie po pojawieniu się w pobliżu Quebecu brytyjskich okrętów – Lévis zwinął oblężenie i wycofał się do Montrealu, gdzie poddał się siłom brytyjskim we wrześniu.